# Leichtathleten des Jahres (Deutschland)
Die Auszeichnung Leichtathlet des Jahres wird einmal jährlich an eine Leichtathletin und einen Leichtathleten vergeben, die im zurückliegenden Jahr besondere Erfolge aufweisen konnten.
Die Wahlen der Leichtathleten des Jahres werden vom Deutschen Leichtathletik-Verband durchgeführt. Beteiligen können sich die User von leichtathletik.de und die Leser der Fachzeitschrift Leichtathletik sowie der Zeitschrift Leichtathletik Informationen des Fördervereines Freunde der Leichtathletik.

## Frauen
| Jahr                | Athletin              |  | Disziplin                | Erfolge im Auszeichnungsjahr |
| ------------------- | --------------------- |  | ------------------------ | --- |
| 2024                | Yemisi Ogunleye       |  | Kugelstoßen              | Gold bei den Olympischen Spielen in Paris |
| 2023                | Olivia Gürth          |  | 3000-Meter-Hindernislauf | Finalistin bei den Weltmeisterschaften in Budapest |
| 2022 2021 2020 2019 | Malaika Mihambo       |  | Weitsprung               | Gold bei den Weltmeisterschaften in Eugene; Silber bei den Europameisterschaften in München Gold bei den Olympischen Spielen in Tokio Weltjahresbestleistung Gold bei den Weltmeisterschaften in Doha                                           |
| 2018                | Gina Lückenkemper     |  | 100-Meter-Lauf           | Silber bei den Europameisterschaften in Berlin, Bronze mit der Staffel |
| 2017 2016 2015      | Gesa Felicitas Krause |  | 3000-Meter-Hindernislauf | Deutscher Rekord über 3000 Meter Hindernis; 9. Platz bei den Weltmeisterschaften in London Gold bei den Europameisterschaften in Amsterdam; 6. Platz bei den Olympischen Spielen in Rio de Janeiro Bronze bei den Weltmeisterschaften in Peking |
| 2014                | Antje Möldner-Schmidt |  | 3000-Meter-Hindernislauf | Gold bei den Europameisterschaften in Zürich |
| 2013                | Christina Obergföll   |  | Speerwurf                | Gold bei den Weltmeisterschaften in Moskau |
| 2012                | Lilli Schwarzkopf     |  | Siebenkampf              | Silber bei den Olympischen Spielen in London |
| 2011                | Betty Heidler         |  | Hammerwurf               | Silber bei den Weltmeisterschaften in Daegu; Verbesserung des Weltrekordes |
| 2010                | Verena Sailer         |  | 100-Meter-Lauf           | Gold bei den Europameisterschaften in Helsinki |
| 2009                | Steffi Nerius         |  | Speerwurf                | Gold bei den Weltmeisterschaften in Berlin |
| 2008                | Irina Mikitenko       |  | Marathonlauf             | Siege beim London-Marathon und beim Berlin-Marathon, jeweils mit deutschem Rekord; Gewinnerin der World Marathon Majors und Erste der Jahresweltbestenliste im Marathon                                                                         |
| 2007                | Franka Dietzsch       |  | Diskuswurf               | Gold bei den Weltmeisterschaften in Osaka und damit der dritte Weltmeistertitel |
| 2006                | Ulrike Maisch         |  | Marathonlauf             | Gold bei den Europameisterschaften in Göteborg, damit erste deutsche Europameisterin über die Marathondistanz |
| 2005                | Franka Dietzsch       |  | Diskuswurf               | Gold bei den Weltmeisterschaften in Helsinki |
| 2004                | Steffi Nerius         |  | Speerwurf                | Silber bei den Olympischen Spielen in Athen |
| 2003                | Annika Becker         |  | Stabhochsprung           | Silber bei den Weltmeisterschaften in Paris |
| 2002 2001           | Grit Breuer           |  | 400-Meter-Lauf           | Gold mit der Staffel bei den Europameisterschaften in München Silber mit der Staffel bei den Weltmeisterschaften in Edmonton |
| 2000                | Heike Drechsler       |  | Weitsprung               | Gold bei den Olympischen Spielen in Sydney |
| 1999                | Astrid Kumbernuss     |  | Kugelstoßen              | Gold bei den Weltmeisterschaften in Sevilla; Grand Prix-Gesamtsiegerin |
| 1998                | Heike Drechsler       |  | Weitsprung               | Gold bei den Europameisterschaften in Budapest, damit errang sie bei allen Leichtathletik-Europameisterschaften von 1986 bis 1998 eine Goldmedaille                                                                                             |
| 1997 1996 1995      | Astrid Kumbernuss     |  | Kugelstoßen              | Gold bei den Weltmeisterschaften 1997 in Athen Gold bei den Olympischen Spielen 1996 in Atlanta Gold bei den Weltmeisterschaften 1995 in Göteborg 1995–1996 51 Wettkampfsiege in Folge                                                          |
| 1994 1993           | Heike Drechsler       |  | Weitsprung               | Gold bei den Europameisterschaften 1994 in Helsinki Gold bei den Weltmeisterschaften 1993 in Stuttgart |
| 1992 1991           | Heike Henkel          |  | Hochsprung               | Gold bei den Olympischen Spielen 1992 in Barcelona Gold bei den Weltmeisterschaften 1991 in Tokio; Grand Prix-Gesamtsiegerin |

1. ↑  Wegen COVID-19-Pandemie lediglich „wertvollste Leistung“ gekürt.

## Männer
| Jahr      | Athlet            |  | Disziplin         | Erfolge im Auszeichnungsjahr |
| --------- | ----------------- |  | ----------------- | --- |
| 2024 2023 | Leo Neugebauer    |  | Zehnkampf         | Silber bei den Olympischen Spielen in Paris deutscher Rekord |
| 2022      | Niklas Kaul       |  | Zehnkampf         | Gold bei den Europameisterschaften in München |
| 2021 2020 | Johannes Vetter   |  | Speerwurf         | Weltjahresbestleistung zweitbeste jemals erzielte Weite, deutscher Rekord |
| 2019      | Niklas Kaul       |  | Zehnkampf         | Gold bei den Weltmeisterschaften in Doha |
| 2018      | Arthur Abele      |  | Zehnkampf         | Gold bei den Europameisterschaften in Berlin |
| 2017      | Johannes Vetter   |  | Speerwurf         | Gold bei den Weltmeisterschaften in London |
| 2016      | Thomas Röhler     |  | Speerwurf         | Gold bei den Olympischen Spielen in Rio de Janeiro |
| 2015      | Arne Gabius       |  | Langstreckenlauf  | deutsche Rekorde im Marathonlauf und über 5000 Meter (Halle) |
| 2014      | Robert Harting    |  | Diskuswurf        | Gold bei den Europameisterschaften in Zürich |
| 2013      | Raphael Holzdeppe |  | Stabhochsprung    | Gold bei den Weltmeisterschaften in Moskau |
| 2012      | Robert Harting    |  | Diskuswurf        | Gold bei den Olympischen Spielen in London |
| 2011      | David Storl       |  | Kugelstoßen       | Gold bei den Weltmeisterschaften in Daegu |
| 2010      | Christian Reif    |  | Weitsprung        | Gold bei den Europameisterschaften in Barcelona |
| 2009      | Robert Harting    |  | Diskuswurf        | Gold bei den Weltmeisterschaften in Berlin |
| 2008      | Raphael Holzdeppe |  | Stabhochsprung    | Gold bei den Juniorenweltmeisterschaften in Bydgoszcz; Juniorenweltrekord; 8. Platz bei den Olympischen Spielen in Peking |
| 2007      | Danny Ecker       |  | Stabhochsprung    | Gold bei den Halleneuropameisterschaften in Birmingham; Bronze bei den Weltmeisterschaften in Ōsaka |
| 2006      | Jan Fitschen      |  | 10.000-Meter-Lauf | Gold bei den Europameisterschaften |
| 2005 2004 | Tobias Unger      |  | 200-Meter-Lauf    | Platz zehn in der Weltrangliste 2005 und damit bester weißer 200-Meter-Läufer; Gold bei den Halleneuropameisterschaften 2005 in Madrid; 7. Platz bei den Weltmeisterschaften 2005 in Helsinki 7. Platz bei den Olympischen Spielen 2004 in Athen; Bronze bei den Hallenweltmeisterschaften 2004 in Budapest |
| 2003      | Andreas Erm       |  | Gehen             | Bronze mit deutschem Rekord bei den Weltmeisterschaften in Paris/Saint-Denis |
| 2002      | Ingo Schultz      |  | 400-Meter-Lauf    | Gold bei den Europameisterschaften in München (einziges deutsches Gold in den Einzelwettkämpfen) |
| 2001      | Lars Riedel       |  | Diskuswurf        | Gold bei den Weltmeisterschaften in Edmonton |
| 2000      | Nils Schumann     |  | 800-Meter-Lauf    | Gold bei den Olympischen Spielen in Sydney; Silber bei den Halleneuropameisterschaften in Gent |
| 1999      | Charles Friedek   |  | Dreisprung        | Gold bei den Weltmeisterschaften in Sevilla; Gold bei den Hallenweltmeisterschaften in Maebashi (Japan) |
| 1998      | Nils Schumann     |  | 800-Meter-Lauf    | Gold bei den Europameisterschaften in Budapest; Gold bei den Halleneuropameisterschaften in Valencia; Weltcup-Sieger |
| 1997      | Lars Riedel       |  | Diskuswurf        | Gold bei den Weltmeisterschaften in Athen |
| 1996      | Frank Busemann    |  | Zehnkampf         | Silber bei den Olympischen Spielen in Atlanta |
| 1995      | Lars Riedel       |  | Diskuswurf        | Gold bei den Weltmeisterschaften in Göteborg |
| 1994      | Dieter Baumann    |  | 5000-Meter-Lauf   | Gold bei den Europameisterschaften in Helsinki |
| 1993      | Paul Meier        |  | Zehnkampf         | Bronze bei den Weltmeisterschaften in Stuttgart |
| 1992      | Dieter Baumann    |  | 5000-Meter-Lauf   | Gold bei den Olympischen Spielen in Barcelona |
| 1991      | Dietmar Haaf      |  | Weitsprung        | Gold bei den Hallenweltmeisterschaften in Sevilla |

1. ↑  Wegen COVID-19-Pandemie lediglich „wertvollste Leistung“ gekürt.

## Jugend-Leichtathleten
| Jahr | Athletin                          | Disziplin/en                      |                                   | Athlet                            | Disziplin |
| ---- | --------------------------------- | --------------------------------- | --------------------------------- | --------------------------------- | --------- |
| 2024 | Johanna Martin                    | 400-Meter-Lauf                    | Hendrik Müller                    | Stabhochsprung                    |           |
| 2023 | Rosina Schneider                  | 100-Meter-Hürdenlauf              | Amadeus Gräber                    | Zehnkampf                         |           |
| 2022 | Jolanda Kallabis                  | Hindernislauf                     | Mika Sosna                        | Diskuswurf                        |           |
| 2021 | Sarah Vogel                       | Stabhochsprung                    | Oliver Koletzko                   | Weitsprung                        |           |
| 2020 | Lucie Kienast                     | Siebenkampf                       | Merlin Hummel                     | Hammerwurf                        |           |
| 2019 | Sarah Vogel                       | Stabhochsprung                    | Elias Schreml                     | Langstreckenlauf                  |           |
| 2018 | Leni Freyja Wildgrube             | Stabhochsprung                    | Bo Kanda Lita Baehre              | Stabhochsprung                    |           |
| 2017 | Julia Ritter                      | Kugelstoßen/Diskuswurf            | Niklas Kaul                       | Zehnkampf                         |           |
| 2016 | Konstanze Klosterhalfen           | Mittel-/Langstreckenlauf          | Niklas Kaul                       | Zehnkampf                         |           |
| 2015 | Alina Reh                         | Langstreckenlauf                  | Niklas Kaul                       | Zehnkampf                         |           |
| 2014 | Alina Reh                         | Langstreckenlauf                  | Tim Nowak                         | Zehnkampf                         |           |
| 2013 | Malaika Mihambo                   | Weitsprung                        | Tim Nowak                         | Zehnkampf                         |           |
| 2012 | Anna Rüh                          | Diskuswurf/Kugelstoßen            | Falk Wendrich                     | Hochsprung                        |           |
| 2011 | Gesa Felicitas Krause             | 3000-Meter-Hindernislauf          | Gregor Traber                     | 110-Meter-Hürdenlauf              |           |
| 2010 | Sara Gambetta                     | Siebenkampf                       | Till Wöschler                     | Speerwurf                         |           |
|      | Bis 2009 als Maria-Jeibmann-Preis | Bis 2009 als Maria-Jeibmann-Preis | Bis 2009 als Tischi Martens-Preis | Bis 2009 als Tischi Martens-Preis |           |
| Jahr | Athletin                          | Verein                            | Athlet                            | Verein                            |           |
| 2009 | Yasmin Kwadwo                     | TV Wattenscheid 01                | David Storl                       | LAC Erdgas Chemnitz               |           |
| 2008 | Kimberly Jeß                      | LG Rendsburg/Büdelsdorf           | Raphael Holzdeppe                 | LAZ Zweibrücken                   |           |
| 2007 | Fabienne Kohlmann                 | LG Karlstadt                      | Robin Schembera                   | TSV Bayer 04 Leverkusen           |           |
| 2006 | Sandra Schaffarzik                | ESV Nürnberg – Rbf.               | Raúl Spank                        | Dresdner SC                       |           |
| 2005 | Silke Spiegelburg                 | TSV Bayer 04 Leverkusen           | Daniel Schnelting                 | LAZ Rhede                         |           |
| 2004 | Silke Spiegelburg                 | TV Lengerich                      | Marius Hanniske                   | LG Nord Berlin                    |           |
| 2003 | Sophie Krauel                     | TuS Jena                          | Sebastian Ernst                   | FC Schalke 04                     |           |
| 2002 | Floé Kühnert                      | LG Bayer Leverkusen               | Till Helmke                       | TSV Friedberg-Feuerbach           |           |
| 2001 | Katchi Habel                      | LG Olympia Dortmund               | René Herms                        | LG Asics Pirna                    |           |
| 2000 | Katchi Habel                      | LG Olympia Dortmund               | Dennis Leyckes                    | LAV Bayer Uerdingen/Dormagen      |           |
| 1999 | Sina Schielke                     | LG Olympia Dortmund               | Ruwen Faller                      | TV Wehr                           |           |
| 1998 | Monika Götz                       | LAC Quelle Fürth/München          | Marc-Alexander Scheer             | LG Olympia Dortmund               |           |
| 1997 | Sabrina Mulrain                   | Rumelner TV                       | Ralf Bartels                      | SC Neubrandenburg                 |           |
| 1996 | Claudia Gesell                    | TSV Wernberg                      | Daniel Ecker                      | LG Bayer Leverkusen               |           |
| 1995 | Ulrike Urbansky                   | SC Magdeburg                      | Daniel Hechler                    | LG Nord Berlin                    |           |
| 1994 | Kathleen Gutjahr                  | SC Neubrandenburg                 | Frank Busemann                    | LG Olympia Dortmund               |           |
| 1993 | Kathleen Gutjahr                  | SC Neubrandenburg                 | Frank Busemann                    | LG Olympia Dortmund               |           |
| 1993 | Kathleen Gutjahr                  | SC Neubrandenburg                 | Stefan Voigt                      | LG Staufen                        |           |
| 1992 | Manuela Aigner                    | SC DHfK Leipzig                   | Sven Göhler                       | OSC Potsdam                       |           |
| 1991 | Anja Gündler                      | SC Berlin                         | Claude Edorh                      | ASV Köln                          |           |
| 1990 | Karen Zentgraf                    | MTV Stuttgart                     | Eric Kaiser                       | TSV Wasserburg                    |           |
| 1989 | Katja Seidel                      | TV Hilpoltstein                   | Michael Kluwe                     | LC Paderborn                      |           |
| 1988 | Silvia Rieger                     | TuS Eintracht Hinte               | Michael Kohnle                    | Turnerschaft Göppingen            |           |
| 1987 | Birgit Wolf                       | VfL Sindelfingen                  | Florian Schwarthoff               | LG Erlangen                       |           |

Von 1987 bis 2009 wurden die Jugendpreise als Maria Jeibmann-Preis und Tischi Martens-Preis von den Freunden der Leichtathletik vergeben.